# Vöhlinstadion
Das Vöhlinstadion (auch Vöhlin-Stadion oder Vöhlin Stadion) ist ein Fußballstadion mit Leichtathletikanlage in der bayerischen Stadt Illertissen im Landkreis Neu-Ulm. Die Anlage ist im Besitz der Stadt, und der Fußballverein FV Illertissen trägt hier seine Spiele aus.

## Geschichte
Das Vöhlinstadion wurde in den 1970er Jahren von der Stadt Illertissen erbaut und nach der früheren Handelsfamilie der Vöhlin benannt.
Die Spiele des Regionalligisten FV Illertissen im Rahmen des DFB-Pokals 2013/14 und 2014/15 wurden wegen der Auflagen des DFB an die Spielstätte noch nicht in Illertissen, sondern in der SGL Arena in Augsburg bzw. im Donaustadion in Ulm ausgetragen. Die späteren Teilnahmen 2022/23 und 2023/24 wurden in Illertissen ausgetragen. Da das Vöhlinstadion in seinem jetzigen Zustand die Auflagen des DFB für die 3. Fußball-Liga nicht erfüllt, konnte der Verein in der Vergangenheit keine entsprechende Lizenz beantragen.

## Lage
Das Stadion ist Teil des Sportzentrums Nautilla, zu dem weitere Fußballplätze und Sportanlagen zählen. Es befindet sich im Westen der Stadt an der Straße nach Dietenheim (Baden-Württemberg) und grenzt an das Freizeitbad Nautilla, das Gymnasium Kolleg der Schulbrüder und die Johannes-von-La-Salle-Realschule unweit von Iller und Illerkanal.